# Charlotte Klein

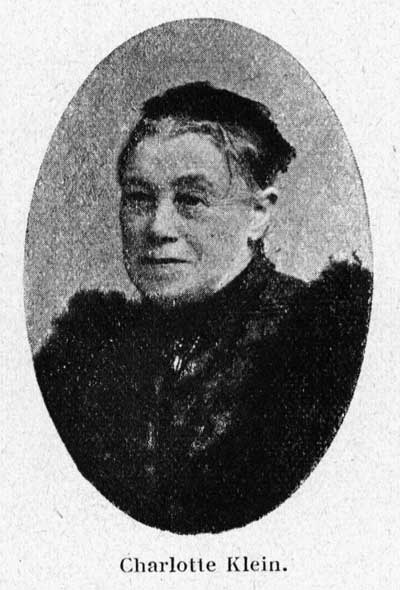
Charlotte Klein, 1913

Charlotte Bolette Klein geborene Unna (* 29. Oktober 1834 in Helsingør; † 9. März 1915 in Frederiksberg) war eine dänische Kunstpädagogin und Frauenrechtlerin.
Charlotte Klein engagierte sich schon früh in der Frauenbewegung, was sie auch nach ihrer Heirat mit dem Architekten Vilhelm Klein im Jahr 1866 tat. 1871 wurde sie Mitglied der neu gegründeten Dansk Kvindesamfund (deutsch Dänische Frauengesellschaft), und als Kvindelig Læseforening (deutsch Weibliche Lesegesellschaft) im Jahr 1872 gegründet wurde, war Charlotte Klein bis 1874 die erste Vorsitzende des Vereins.

## Herkunft und Familie
Charlotte Klein war die Tochter des Kaufmanns Simon Unna (1792–1852) und der Johanne Marie Schrøder (1800–1877).
Sie heiratete am 10. Oktober 1866 in Helsingør den Architekten Vilhelm Klein (* 6. März 1835 in Kopenhagen, † 10. Februar 1913 in Frederiksberg), Sohn des Maurermeisters Kapitän Ditlev Vilhelm Klein (1793–1868) und seiner Frau Marie Kirstine Skousboe (1806–1891).

## Leben
Charlotte Klein wuchs in wohlhabendem Hause auf und erhielt damals eine gute und vielseitige Ausbildung, u. a. in Musik und wurde eine gute Pianistin. In einem Brief an Gyrithe Lemche zu Beginn des 20. Jahrhunderts erzählte sie, wie sie die Fragen nach der Stellung der Frau in der Gesellschaft bereits ab ihrem zwölften Lebensjahr stark beschäftigt haben. Als 30-Jährige hatte sie engen Kontakt zu Mathilde Fibiger, die 1864 in Helsingör beschäftigt war und zeitweise ihre Eltern besuchte.
Sie bestärkte dadurch ihren Glauben an einen künftigen eigenständigen Frauentypus und selbstbestimmtes Leben. Als sie einige Jahre später heiratete, vertrat ihr Mann ähnliche Ansichten. Auf Empfehlung von Mathilde Fibiger trat 1871 die neu gegründete Dansk Kvindesamfund (DK) (deutsch Dänische Frauengesellschaft) an Charlotte Klein heran, und sie trat mit Begeisterung freiwillig bei und beteiligte sich eifrig an der Arbeit der Gesellschaft.
In den ersten Zielformulierungen von Dansk Kvindesamfund wurde die Wichtigkeit betont, Frauen den Zugang zur selbstständigen Erwerbstätigkeit zu eröffnen. Dies sollte durch die Einrichtung von Schulen verwirklicht werden.

### Kvindelig Læseforening
Im Jahr 1872 wurde Kvindelig Læseforening (KL) von der gelehrten aber kränkelnden Sophie Petersen mit Charlotte Klein als erste Vorsitzende des Vereins gegründet. Der Verein entstand zu einer Zeit, als es die öffentlichen Bibliotheken noch nicht gab und die Lesegesellschaften Männern vorbehalten waren. Es zielte insbesondere darauf ab, lesehungrigen und studierenden Frauen, nicht zuletzt Lehrerinnen, ein kulturelles Angebot zu machen. Kvindelig Læseforening wurde schließlich zu einem der größten Frauenvereine in Kopenhagen. Für Sophie Petersen, die zeitweise Sekretärin von Kvindelig Læseforening war, war Charlotte Klein der Inbegriff einer idealen Frau: „stark und tiefgründig, weise und nüchtern“. Charlotte Klein betonte, sie wolle eine nordische Frauensache, keine Emanzipation auf der Grundlage importierter, kontinentaler und atheistischer Ideen. Sie markierte damit eine Unterscheidung zwischen ihrer feministischen Sichtweise und den radikaleren und sozialistischeren Botschaften, die auch die Sache der Frauen in den 1870er Jahren prägten. Als Vorsitzende 1872–1874 half sie, die Richtlinien für den Ankauf dänischer und ausländischer Literatur, Zeitschriften und Zeitungen festzulegen, und sie konzentrierte sich auf die Stärkung der Verbindung zwischen Kvindelig Læseforening und den entsprechenden Leseverbänden in Stockholm und Oslo. Im späteren langwierigen Machtkampf in Kvindelig Læseforening nach der Jahrhundertwende um den Bau eines Vereinsgebäudes stand Charlotte Klein auf der Seite der Unterstützer und der mächtigen Vorsitzenden Sophie Alberti. 1909 musste sie jedoch miterleben, dass ihr Gatte als Bauberater des Vereins und möglicher Architekt scheiterte.

### Zeichen- und Kunstgewerbeschule für Frauen

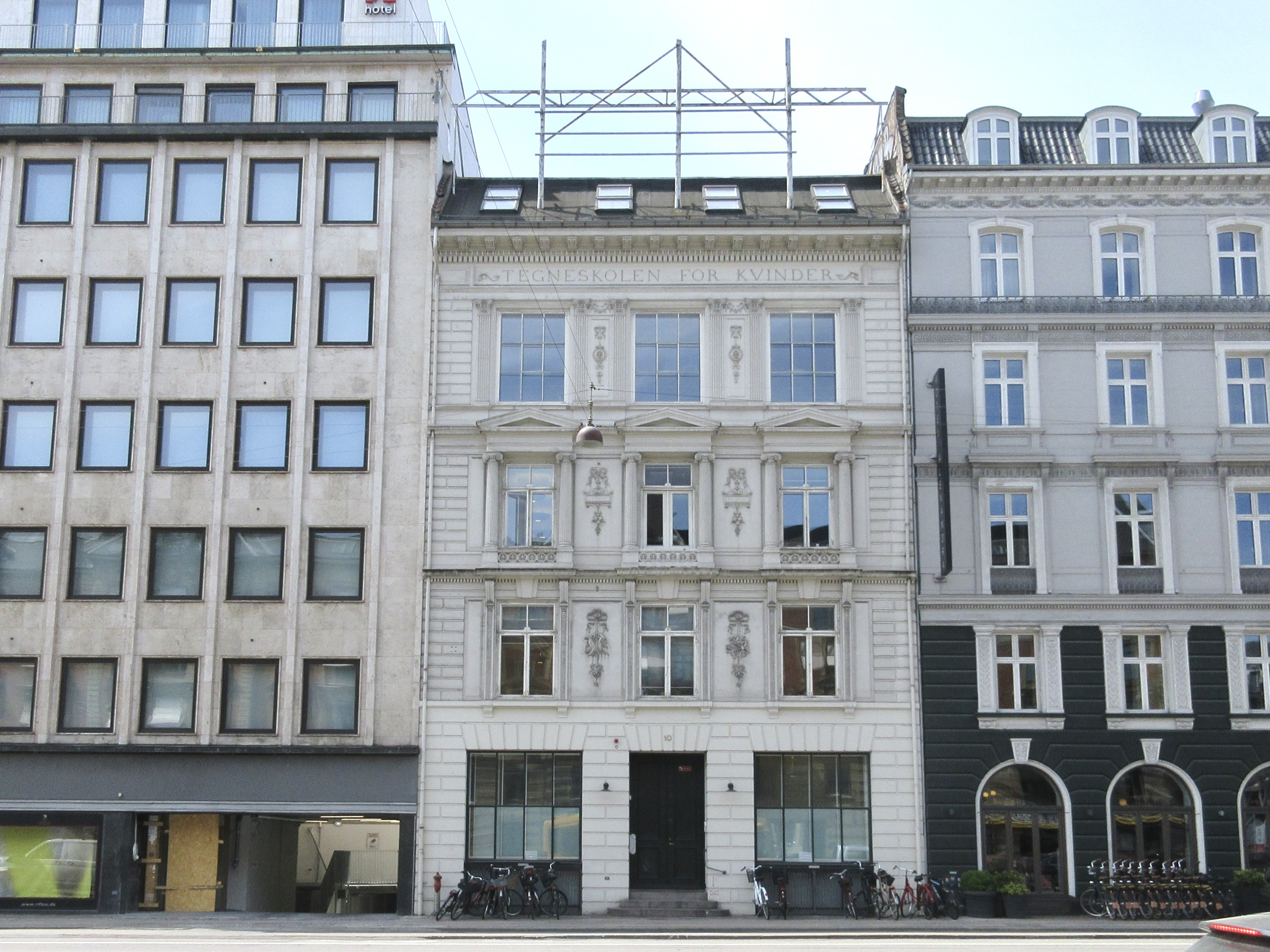
Zeichenschule für Frauen, Hans Christian Andersens Boulevard 10, Kopenhagen

Die Hauptbemühungen von Charlotte Klein im Fall der Frauen lagen im Bereich der Bildung. Im Jahr 1875 gründeten Charlotte und Vilhelm Klein eine „Zeichenschule für Frauen“ (dänisch Tegneskolen for kvinder). Ein Jahr später 1876 nahm die Schule mit Charlotte Klein als Schulleiterin ihren Betrieb auf. Diese Funktion behielt sie bis 1907. Ihr Ehemann Vilhelm Klein, der 1868 Mitbegründer der Handwerkerschule für Männer gewesen war, wurde Vorsitzender des Vorstandes. Die Zeichenschule hatte die Adresse Hans Christian Andersens Boulevard 10 (ursprünglich Vestre Boulevard) von 1881 bis 1967. Die Schule wurde von dem Architekten Vilhelm Klein entworfen und 1880–1881 erbaut. Es war eine Initiative, um Frauen bessere Bildungschancen zu bieten. Die Zeichenschule unterrichtete Frauen in handwerklichen und grafischen Fächern. Da sich Frauen im späten 19. Jahrhundert nicht an Technischen Schulen bewerben konnten, schuf man hier für sie eine Möglichkeit eine Ausbildung zu erhalten.
Die Kunstgewerbeschule (dänisch Skolen for Brugskunst) war bis 1881 in den Räumlichkeiten des Industrievereins untergebracht und erhielt eine eigene Schule am Halmtorvet. Bereits 1877 wurde die Schule als selbstverwaltete Anstalt mit staatlicher und kommunaler Trägerschaft aus dem Dansk Kvindesamfund herausgelöst, behielt jedoch einen Vertreter im Vorstand. Die Zeichenschule konzentrierte sich auf die Ausbildung von Frauen im Handwerk und in den grafischen Fächern der Industrie, ergänzt durch eine höhere Allgemeinbildung. Das Ehepaar wollte, dass die Schule eine Vorschule für Frauen der Schule für Malerei und Bildhauerei der Akademie der Bildenden Künste wird. Aber 1874 war eine Petition von Dansk Kvindesamfund über den Zugang von Frauen zur Akademie der bildenden Künste vom Akademierat abgelehnt worden, ebenso wie der Gesetzentwurf von Fredrik Bajer in derselben Angelegenheit im Reichstag im folgenden Jahr abgelehnt wurde. Dansk Kvindesamfund setzte sich dafür ein, dass Frauen zur Kunstakademie zugelassen wurden, und als es 1888 gelang, wurde die Zeichenschule als Vorschule der Kunstakademiets Kunstskole for Kvinder anerkannt.
Ab dem Jahr 1889 wurde sie zur „Zeichen- und Kunstgewerbeschule für Frauen“ (dänisch Tegne- og Kunstindustriskolen for Kvinder), die später mehrfach umbenannt wurde und heute Kunstakademiets Designskole heißt. Die Schüler der Schule behaupteten sich auf Industrieausstellungen im In- und Ausland, und die Schule erhielt u. a. eine Medaille als technische Schule auf der Weltausstellung 1889 in Paris. Viele Studenten sind seitdem bei Bing & Grøndahl und anderen Porzellanfabriken beschäftigt. Auch im Textilbereich behauptete sich die Schule. Dies galt insbesondere für die Goldstickerei, das Nähen von Heidekraut und das Weben, die speziell gelehrt wurden. Ab 1969 hatten Schüler beiderlei Geschlechts Zugang. 1973 fusionierte die Kunstgewerbeschule mit der Handwerksschule. Zum 25-jährigen Jubiläum der Schule im Jahr 1901 erhielt Charlotte Klein die goldene Verdienstmedaille (dänisch Fortjenstmedaljen).
Zusammen mit ihrem Mann unterrichtete sie in den vielen Jahren an der Schule – zumindest anfangs ohne Vergütung – und beide beeinflussten viele der Schüler sowohl künstlerisch als auch menschlich. Charlotte Klein selbst betreute u. a. um die Vermittlung des elementaren Freihandzeichnens, einschließlich der historischen Bedeutung der Ornamente, und des Zeichnens für die Weber. Das kinderlose Paar kümmerte sich unter anderem sehr um die Jugend, die sie umgab. Sie versammelten junge Leute in ihren Häusern zu Vorträgen über Kunstprobleme oder zum Beispiel „Die Geschichte der spirituellen Entwicklung“. Eine ganz besondere Bedeutung erlangte das kinderlose Ehepaar Klein für Dänemarks erste Tischlerin Sophy Christensen (1867–1955), die sie zusammen mit einigen ihrer Geschwister „adoptierten“ und finanziell sowie auf unzählige andere Weise unterstützten. Sie schloss ihre Lehre 1893 ab und wurde später 1907 die Nachfolgerin von Charlotte Klein als Schulleiterin der Kunstschule.
Die fast 80-jährige Charlotte Klein veröffentlichte ein kleines Buch „Hvad jeg venler af Kvinderne“ (deutsch Was ich als Frauenfreundin bin), in dem sie ihre Sorge zum Ausdruck bringt, dass die Sache der Frauen, wenn die letzten künstlichen Trennungen zwischen Mann und Frau aufgehoben werden, im Sande versinkt, ohne geistige Erneuerung gebracht zu haben oder eine Bereicherung, weder für Frauen noch für das öffentliche Leben.
Wenn Frauen die Dinge genauso sehen wie Männer, spielt es vielleicht keine Rolle, ob die Hälfte der Anwälte, Händler oder Uhrmacher Frauen sind, sagt sie. Entscheidend ist eine Transformation des Weltbildes, das die Menschen durch ihre eigene Machtvollkommenheit geschaffen haben. Der Fall der Frauen wird bedeutungslos, wenn die Frauen die Männer einfach kopieren. Charlotte Klein war eine Persönlichkeit, mutig und offen gegenüber ihren Schülerinnen und Freundinnen in der Frauensache, und sie verstanden ihre Besonderheit zu schätzen.
Charlotte Klein ist auf dem Assistenzfriedhof (dänisch Assistens Kirkegård) im Kopenhagener Stadtteil Nørrebro begraben.